# Тортуй
Торту́й (каз. Төртүй) — село у складі Екібастузької міської адміністрації Павлодарської області Казахстану. Адміністративний центр Екібастузького сільського округу.
Населення — 513 осіб (2021; 566 у 2009, 840 у 1999, 1459 у 1989).
Національний склад станом на 1989 рік:
- казахи — 100 %